# Niété
Niété est une commune et une localité agro-industrielle située au sud du Cameroun près de la côte Atlantique dans le département de l'Océan et la région du Sud. La commune a pour chef-lieu le village d'Adjap.

## Géographie
La localité de Niété est drainée par la rivière Nyété (ou Nyé été) affluent de la Lobé. La commune s'étend sur les bassins versants des fleuves côtiers Lobé et Kienké, elle couvre une superficie de 1 003 km2 soit 8,9 % du territoire départemental de l'Océan, elle est limitrophe de quatre communes de ce département : Lokoundjé, Akom II, Campo et Kribi I. 
| Lokoundjé | Lokoundjé |         |
| Lokoundjé | Niété     | Akom II |
| Kribi I   | Campo     | Campo   |

## Histoire
La commune de Niété est créée en 1995 par démembrement de la commune d'Akom II. L'arrondissement est érigé en 2010 avec pour chef-lieu Adjap, siège de la sous-préfecture.

## Population

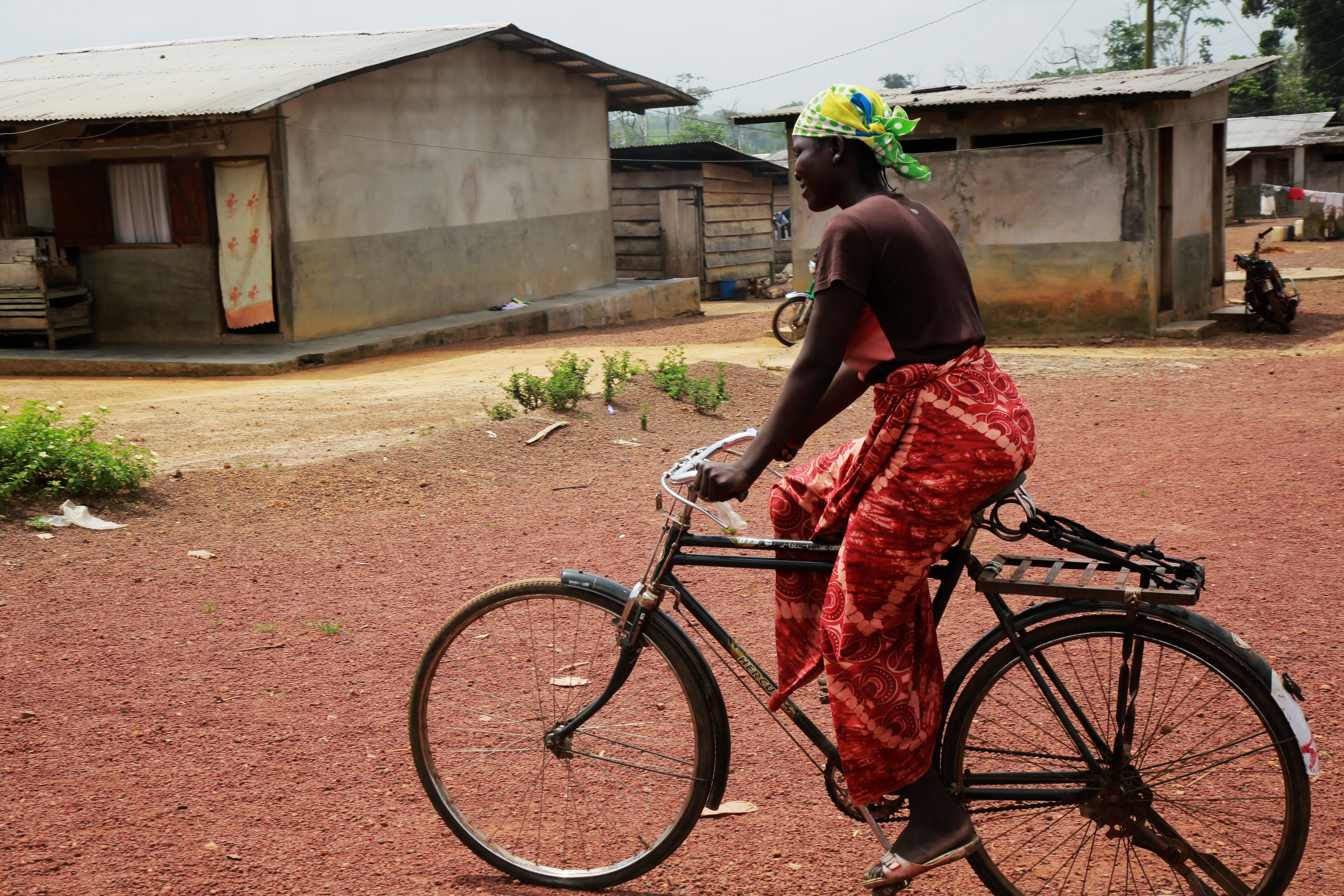
Habitante à bicyclette (Niété, 2022)

Lors du recensement de 2005, la commune compte 23 921 habitants, dont 805 pour le village chef-lieu.

## Administration
Les maires se succèdent à la tête de la commune depuis sa création en 1995.
| Période | Période | Identité                     | Étiquette | Qualité     |
| ------- | ------- | ---------------------------- | --------- | ----------- |
| 2002    | 2020    | Jean-Jaurès Mengué           |           |             |
| 2020    |         | Marthe Minko Abolo ép Edandé | RDPC      | Enseignante |

## Chefferie traditionnelle
L'arrondissement de Niété compte une chefferie traditionnelle de 2e degré :
- 836 : Groupement Boulou Sud

## Organisation
La commune compte cinq centres d'état-civil secondaires : Adjap, Bidou III, Bifa'a, Nko'olong, Zingui.
Outre Niete proprement dit, la commune comprend les villages suivants :
- Adjap
- Afan Oveng
- Afanoven
- Akom I
- Bidou III
- Bifa
- Ngog
- Nko'olong
- Nkolembonda
- Nlozok
- Zingui

## Économie
La localité est depuis 1975 le siège d'une plantation d'hévéa et de l'usine de production de caoutchouc de l'entreprise Hévécam, elle emploie directement près de 6 000 salariés.
Une partie de la commune est concédée à l’entreprise forestière Cameroon Unied Forest (CUF).

## Aire protégée
Le sud-est de la commune fait partie du Parc national de Campo-Ma’an créé en 2000.